# Човнова (притока Многи)
Човнова — річка в межах Чорнухинського району, Полтавська область, Україна. Права притока р. Многа (басейн Дніпра).

## Опис
Довжина річки 13,2 км. Річище слабозвивисте, завширшки до 5 м. На Човновій споруджено кілька ставків.
За класифікацією ерозійної діяльності Човнова належить до ІІІ категорії.
Влітку частина русла на схід від села Пацали зазвичай пересихає.
Перша згадка про назву річки Човнова датується 1714 роком, коли священик із села Мокиївка став власником цих земель в долині річки (попереднім власником був священик церкви в селі Сухоносівка)
Я, нижей подписанний, на сей продажі моей відомо чиню сим моим доброволним записом тепер и в потомние часы, кому бы колвек о том відати будет належало кождему суду и праву, иж міючи я кгрут, именно млинок вешняк на річці Чолновой з ставком и окрест того ставка прилеглие кгрунта, ліси з сіножатми и полем пахатним заставлений в пол пятаста золотих обварованний обліками, от иерея, отца Якима Феодоровича, свщеника сухоносовского, в таком способе, аще бы не мог викупити своїми власними грошми ні в кого не позичаючи о свтом прроці Илиї, то волно мні люб даровати кого или продати на вічние часы.
.

## Розташування
Човнова бере початок на південь від села Луговики. Тече на спочатку на південь, потім — переважно на схід (місцями на схід). Впадає до Многи біля села Пізники.

## Населені пункти на Човновій
На берегах Човнової розташоване село Пацали. Протікає поряд із селом Сухоносівка.

## Світлини річки

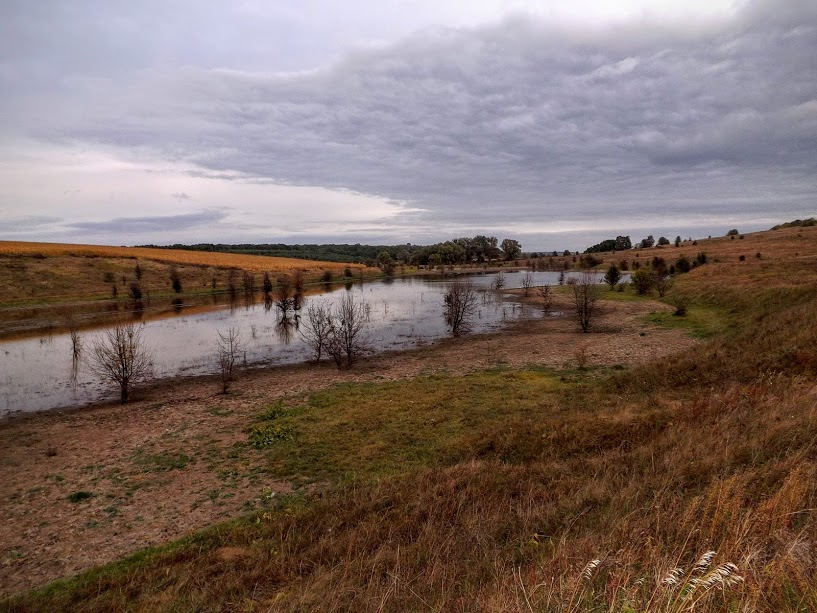
Річка Човнова після дощів
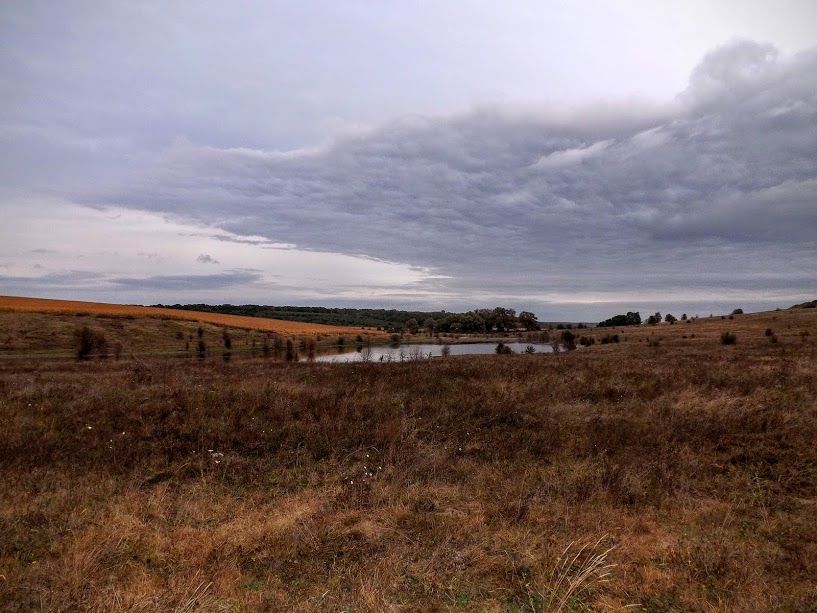
Річка Човнова влітку 2016 року
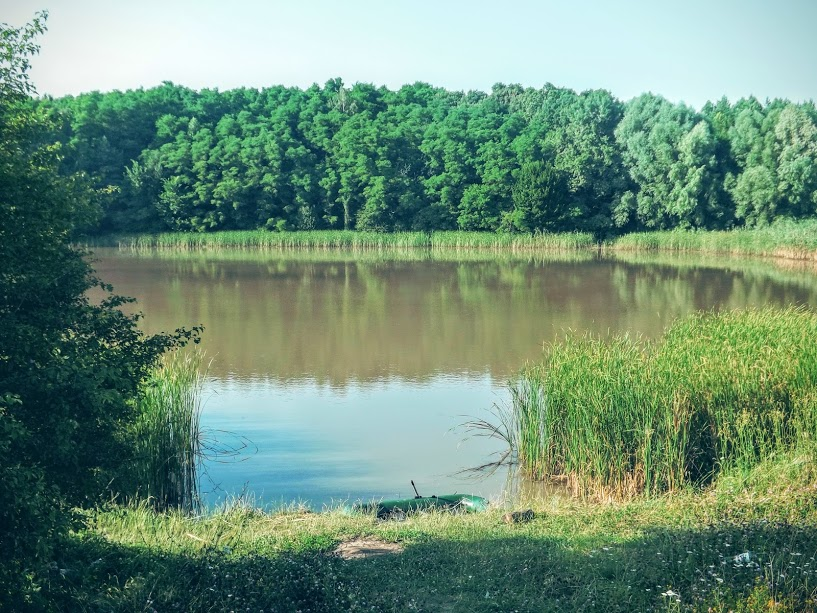
Ставок Козаченкове, загачений на річці Човнова
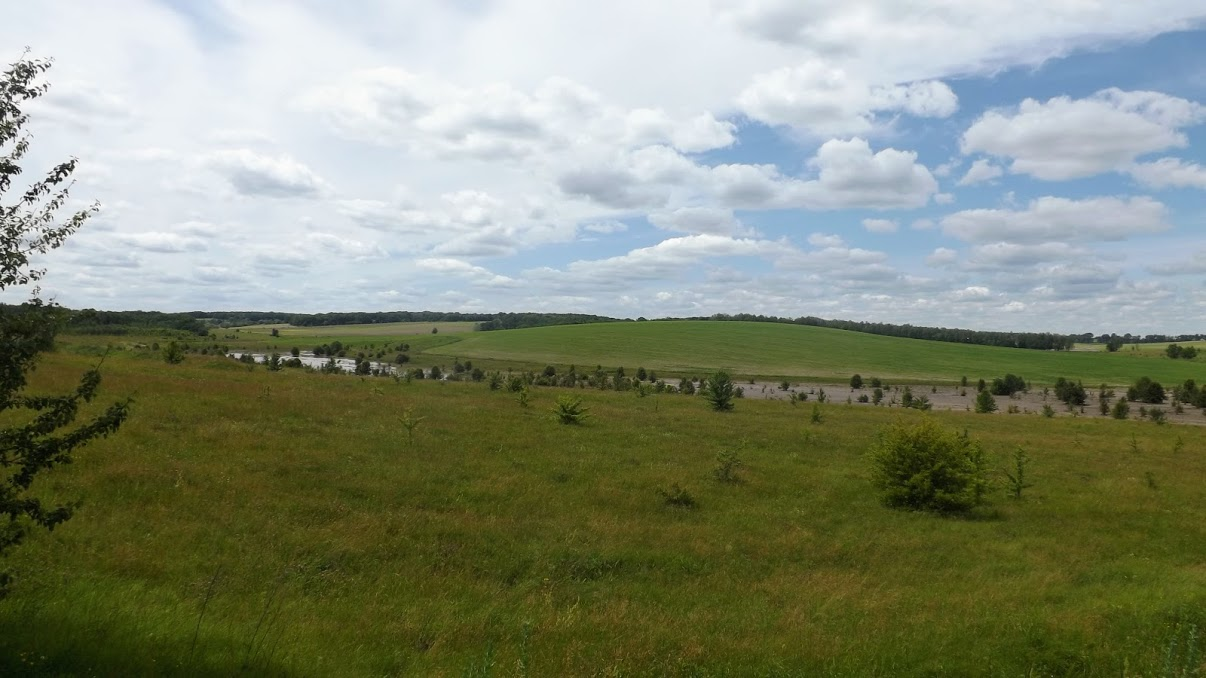
Річка Човнова після розливу поблизу села Сухоносівка
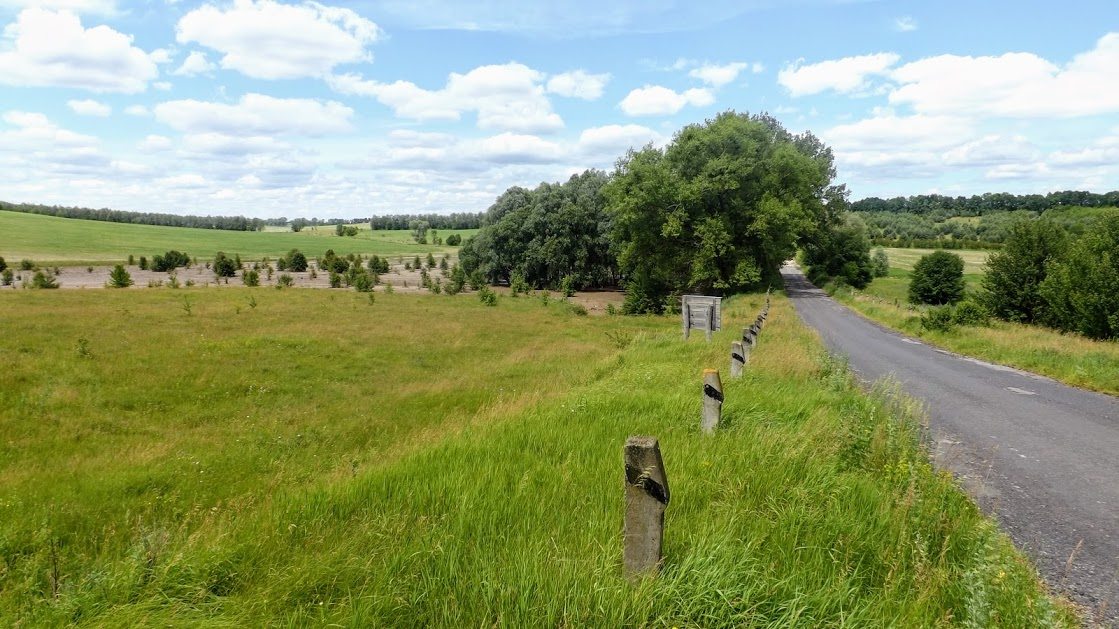
Нанесений мул після розливу Човнової
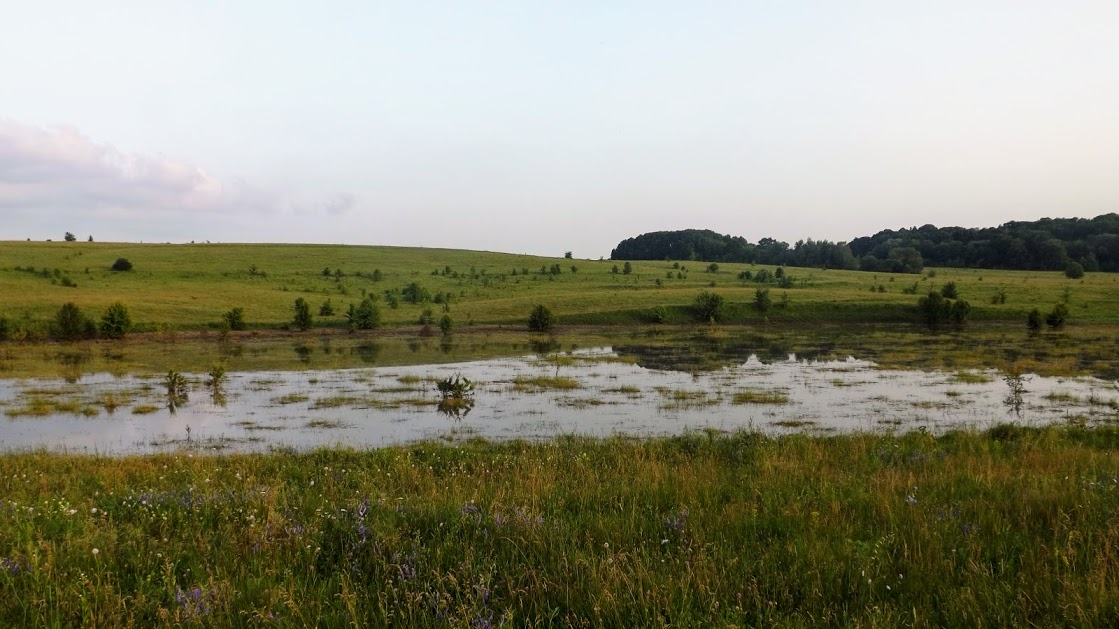
Човнова після дощів влітку 2016 року
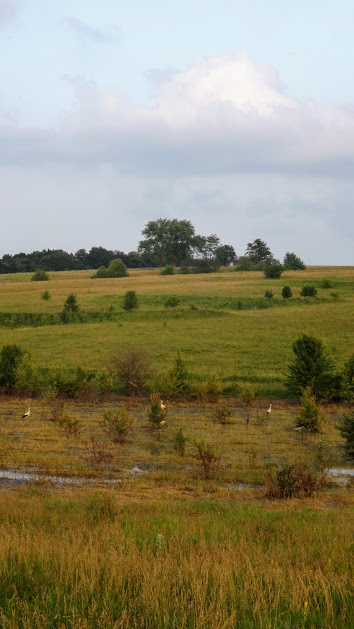
Лелеки на річці Човновій